# Okie Dokie
L’Okie Dokie est un club musical de Neuss. Made by Ri 

## Histoire
Lorsque Mike Otto ouvre Okie Dokie dans les années 1970, l'ancien pub Zur Stadt Grenzen devient un lieu musical, où des groupes de musique rock et folk et des auteurs-compositeurs comme Hans Keller se sont produits avec un groupe. Un concert du groupe Kraan est annulé en 1976. En décembre 1979, Erste Allgemeine Verunsicherung donne ici son premier concert de Noël.
Après que le gestionnaire du Ratinger Hof à Düsseldorf change fin mars 1979, l'Okie Dokie devient une scène de concert de plus en plus importante pour les groupes punk allemands émergents comme ZK, qui donne son dernier concert ici le 21 novembre 1981, Die Toten Hosen, Mittagspause, qui donne son dernier concert ici le 31 décembre 1979, Fehlfarben, Family 5, Male, Fred Banana Combo, Stunde-X, Palais Schaumburg ou Einstürzende Neubauten. Pour l'ouverture de son label Rondo en décembre 1979, Franz Bielmeier célèbre un réveillon du Nouvel An Rondo à l'Okie Dokie avec Aqua Velva, Male, ZK et Mittagspause. Des artistes internationaux comme Bauhaus, The Jesus and Mary Chain, Modern English, Scritti Politti, UK Decay, Poison Girls, Christian Death ou Killing Joke s'y produisent. Le label de Düsseldorf Pure Freude invite de nouveaux groupes allemands ainsi que des groupes punk et new wave d'Angleterre et des États-Unis à des concerts à l'Okie Dokie entre 1980 et 1985 comme Belfegore qui s'y produit trois fois ou Conny Plank. Il y a parfois des affrontements entre les supporters venus de nombreuses régions de la République fédérale et la police comme au concert de Crass le 26 mars 1980. Lors de concerts de groupes punk politiques berlinois (Katapult, Auswurf), il y a des conflits avec des clubs de motards.
Des festivals ont également lieu à l'Okie Dokie comme en mai 1979 le Sauhatz-Festival avec S.Y.P.H., ZK, Mittagspause, Der Plan ou le Schmier-Festival en mai 1980 avec ZK, Clox, Östro 430, EA80 et KFC. Le 27 octobre 1984, l'Okie Dokie accueille un festival pour présenter la compilation Pesthauch des Dschungels  avec la participation de Family 5, Die Mimmi's, Freunde der Nacht, Asmodi Bizarr, Chim Chim Cheree et EA 80. Peu avant sa fermeture, le premier festival allemand de ska (avec The Blue Beat, Skaos et The Braces) a lieu à Okie Dokie le 24 octobre 1987. En mai 1986, les Toten Hosen apparaissent avec Rocko Schamoni et Die Goldenen Zitronen au Okie Dokie, puis à nouveau le 20 novembre 1987, peu avant que l'Okie Dokie ne soit fermé et démoli.
Le reggae, le jazz ainsi que les groupes de rock internationaux et allemands ont aussi leur public au Okie Dokie. À l'été 1979 et en mars 1980, le Food Band se produit avec Wolf Maahn et Helmut Zerlett au Okie Dokie. Début 1983, Dunkelziffer joue avec le chanteur Damo Suzuki au Okie Dokie.
Okie Dokie existe à nouveau en tant que café-concert depuis les années 2000. Les Mimmi'z ont joué à la fois dans «l'ancien» et le «nouveau» Okie Dokie.

## Source de la traduction
- (de) Cet article est partiellement ou en totalité issu de l’article de Wikipédia en allemand intitulé « Okie Dokie » (voir la liste des auteurs).

1. ↑  (de) « Macher? Macht? Moneten? Aus grauer Städte Mauern (Teil 3) », sur highdive.de (consulté le 12 août 2020)
2. ↑  (de) « Stadt weist alle Schuld von sich », Neuss-Grevenbroicher-Zeitung,‎ 20 novembre 1987
3. ↑  (de) Christoph+Biermann, « Ins Okie Dokie zu den Mimmis », Die Tageszeitung,‎ 31 janvier 2008 (lire en ligne)